# Eita Mori
Eita Mori (森 栄太, Mori Eita, nascido em 13 de abril de 1983) é um atirador desportivo japonês. Ele competiu no evento masculino de tiro rápido de 25 metros nos Jogos Olímpicos de Verão de 2016.